# Le tre formule del professor Sato
Le tre formule del professor Sato è l'ottavo racconto, in due volumi, della serie a fumetti dedicata a Blake e Mortimer, scritta da Edgar P. Jacobs e disegnata da Jacobs per il primo volume e da Bob de Moor per il secondo. Consiste nell'undicesimo e dal dodicesimo album della serie, che è l'ultima avventura creata da Edgar P. Jacobs.
Edgar P. Jacobs scrisse la sceneggiatura della sua nuova avventura e disegnò la prima parte che venne pubblicata ancora quand'era in vita, la prima in tavole settimanali ne Le Journal de Tintin dal 5 ottobre 1971 al 30 maggio 1972, venne quindi pubblicata come album nell'agosto 1977 con le Éditions du Lombard. Poi però, nonostante avesse completato la sceneggiatura, rinunciò a disegnare il secondo volume per mancanza di motivazioni e per problemi di salute, e morì il 20 febbraio 1987 lasciando il suo lavoro incompiuto. Il direttore affidò quindi a Bob de Moor la produzione della seconda parte della sceneggiatura e dei disegni a matita lasciati da Jacobs. È stato pubblicato come serie d'appendice dal 30 gennaio al 5 giugno 1990 su Hello Bédé, e come album nel marzo 1990 con le Editions Blake et Mortimer. I lettori dovettero aspettare 18 anni per conoscere l'epilogo dell'avventura. La storia è stata tradotta in mezza dozzina di lingue ed è stata adattata a cartone animato.

## Trama

### Tomo 1:Mortimer a Tokyo

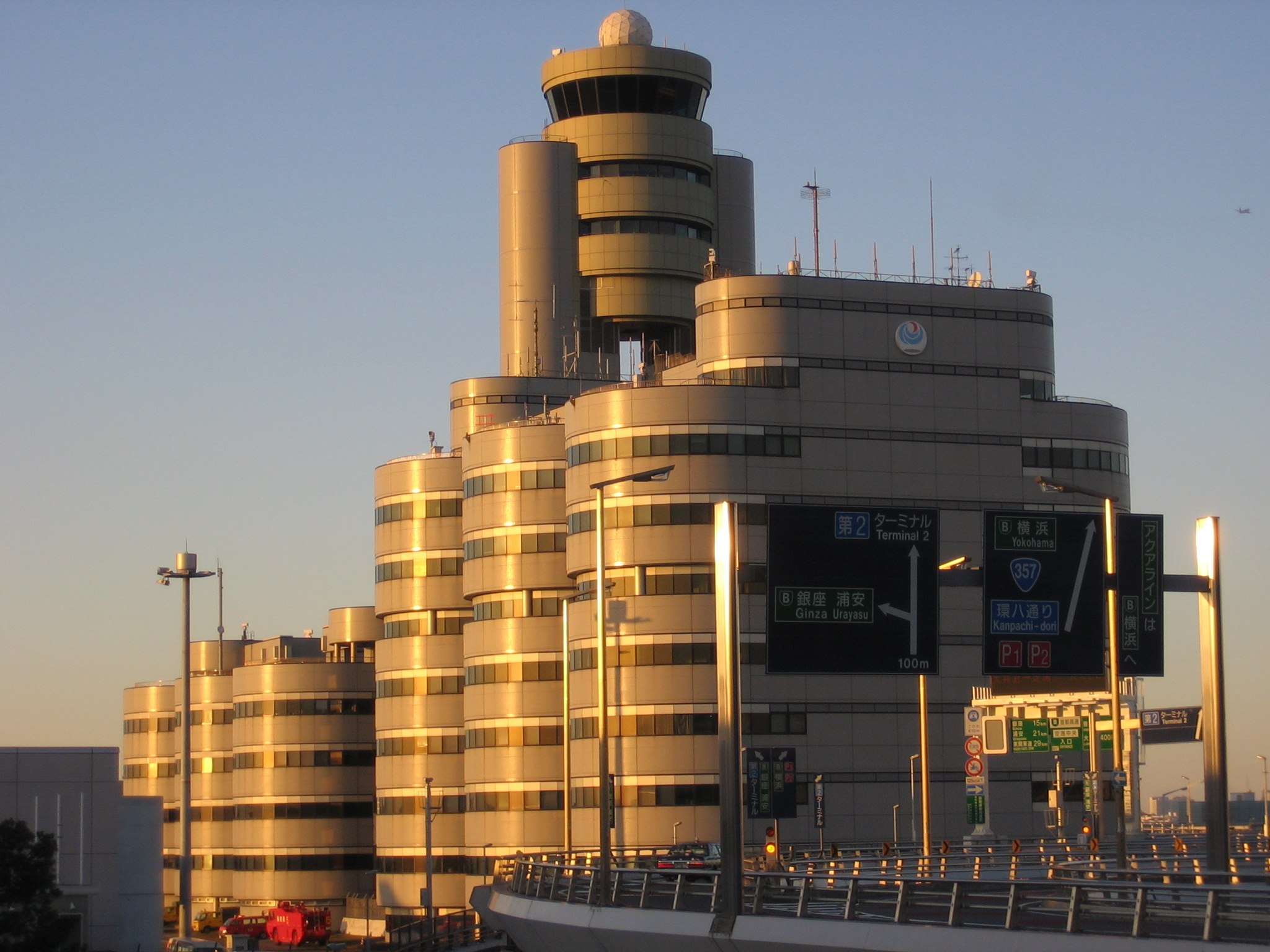
L'aeroporto Internazionale di Tokyo e la sua torre di controllo

All'aeroporto internazionale di Tokyo, uno strano segnale luminoso appare sugli schermi radar dei controllori del traffico aereo. Due aerei da combattimento della pattuglia di controllo decollano immediatamente per intercettare quello che sembra essere un UFO e che sta minacciando il traffico aereo. I due caccia si trovano quindi di fronte a un gigantesco Ryu, il leggendario drago giapponese, e uno dei due piloti ha appena il tempo di informare la base prima di venire distrutto insieme all'altro aereo. Mentre la notizia si diffonde in tutto il Giappone, il professor Akira Satō, specialista in cibernetica e robotica, si chiede che cosa possa aver attivato la sua creatura. Prima di rivelare il suo coinvolgimento in questo incidente, decide, contro il parere del suo assistente Kim, di consultare il suo amico professor Philip Mortimer, attualmente in Giappone. Intanto, al largo della baia di Sagami viaggia un misterioso sottomarino guidato dall'eterno rivale di Blake e Mortimer, il colonnello Olrik.
Quella sera, mentre lascia uno spettacolo di kabuki a Kyoto, Mortimer viene attaccato da un gruppo di uomini armati. Tuttavia, riesce a fuggire da loro e a raggiungere il suo hotel, dove riceve il messaggio dal professor Sato in cui gli viene chiesto di recarsi immediatamente a Tōkyō. Visto che però nessun treno sarebbe partito per Tokyo se non il giorno seguente, Mortimer accetta una proposta da un dirigente del Mainichi Daily News di sfruttare il suo jet per raggiungere la capitale. Ma mentre si imbarca, Mortimer riconosce sulla pista uno degli uomini che lo hanno attaccato a teatro, il che lo porta a diffidare degli passeggeri dell'aereo e a fingere di perdere conoscenza dopo aver bevuto del sakè narcotizzante. Mentre gli uomini si preparano a gettarlo in mare, il professore li sorprende rialzandosi e iniziando un combattimento, che termina con il crollo dell'aereo. L'unico sopravvissuto, Mortimer, riesce finalmente a raggiungere Tokyo in autobus e poi in treno.
Arrivato all'hotel New Ōtani, Mortimer viene accolto da Kim, l'assistente del professor Sato, che lo porta nella villa del suo padrone affacciata sulla baia di Sagami vicino a Miura. Satō annuncia a Mortimer di esser riuscito a creare degli androidi volanti autonomi, come Samurai, il suo robot servitore, il Ryū visto all'aeroporto e Ozu, un androide che può assumere qualsiasi forma o qualsiasi aspetto. Spiega anche che dubita che il drago sia fuggito accidentalmente dal suo laboratorio e ciò lo porta a sospettare del suo assistente Kim. Per motivi di sicurezza, consegna a Mortimer un documento che gli consenta di accedere a tre banche in cui custodisce i risultati delle sue ricerche: le tre formule. Mortimer gli consiglia allora di chiamare in aiuto il suo amico Capitano Francis Blake dell'MI5, che si trova a Hong Kong. Ma Kim, che ha spiato tutta la loro conversazione, riferisce il tutto ad Olrik che decide di intervenire immediatamente.
Il giorno dopo, su esortazione del professor Sato, Mortimer torna alla sua villa. Tuttavia, una volta arrivato, Mortimer viene immobilizzato da Satō, che risulta però essere una copia robotica, per poi essere tramortito dal robot Samurai controllato da Kim e Olrik. In pochi giorni, l'assistente Kim riesce a creare un androide dalle sembianze di Mortimer affinché vada a raccogliere le tre formule di Satō in ognuna delle tre banche senza destare alcun sospetto. Olrik spiega a Mortimer di far parte del "Gruppo Scorpio", che si è posto l'obiettivo di appropriarsi delle ricerche del professor Sato. L'operazione riesce perfettamente per le prime due banche, ma l'androide Mortimer si guasta entrando nel terzo. Olrik dovrà quindi aspettare che Kim lo ripari, mentre scopre che Blake arriverà in Giappone un giorno prima del previsto, complicando i suoi piani.

### Volume 2:Mortimer contro Mortimer

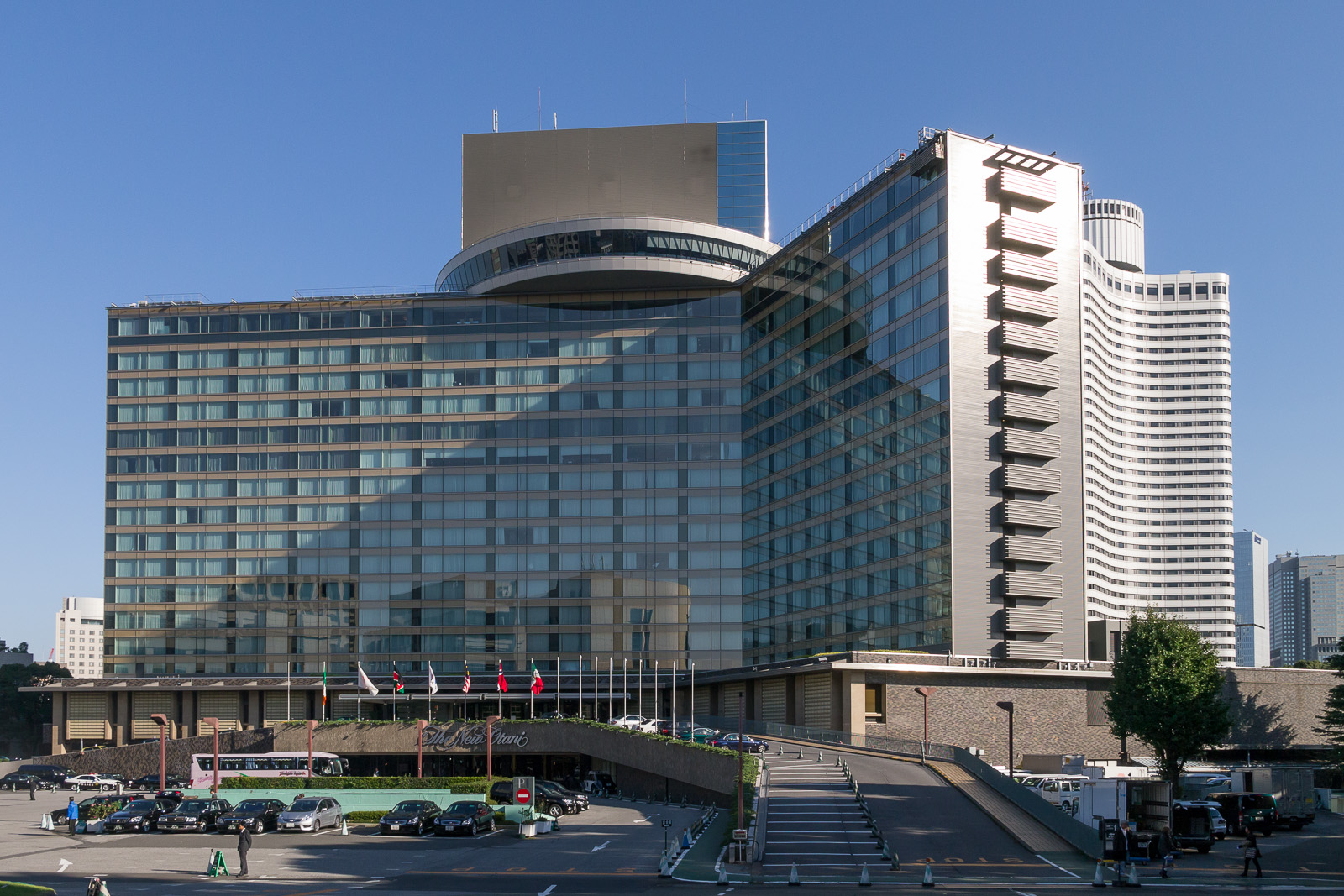
L'Hôtel New Ōtani di Tokyo, dove è ambientata parte della storia.

Il capitano Blake è finalmente arrivato a Tokyo e inizia a domandarsi dell'improvvisa scomparsa di Mortimer. Poco dopo, scopre che la sua camera d'albergo è piena di microfoni e, cercando di avvertire la polizia, si trova faccia a faccia con i due uomini che lo stavano spiando mentre fuggono. Costretto a seguirli fino alla macchina, Blake riesce a scappare grazie alle sue abilità. Preoccupato per l'intera faccenda, avverte il commissario Hasumi, della polizia di Tokyo, e il suo amico colonnello Mitsu, dei servizi segreti giapponesi. Intanto alla villa, il professor Sato, imprigionato, riesce a vedere il suo assistente creare un secondo androide dalle sembianze di Mortimer con il compito di uccidere Blake. Riacquistando parzialmente il controllo del suo laboratorio, aiuta Mortimer a fuggire, che si precipita nella capitale giapponese per salvare il suo amico. All'hotel, Blake viene attaccato dall'androide Mortimer, che facilmente riesce a neutralizzarlo. Ma mentre si prepara a lanciare il capitano dal tetto dell'hotel, arriva Mortimer che lo ferma appena in tempo. Inizia quindi un vero e proprio combattimento tra i due Mortimer, quando improvvisamente l'androide balza verso l'alto afferrando il professore, facendo colpire entrambi da un fulmine.
L'indomani, Mortimer si sveglia in ospedale e racconta l'intera storia al suo medico. Capendo che il medico lo prenderà per pazzo, lo stende con un pugno così che riesca a fuggire. A questo punto Mortimer ruba un'ambulanza per poter raggiungere la villa di Satō il più rapidamente possibile e impedire a Olrik di fuggire con le tre formule. Al quartier generale della polizia, il colonnello Mitsu, al quale sono state appena riportate le parole di Mortimer, inizia a capire l'intera faccenda. Lancia quindi un allarme generale per assaltare la villa di Satō, alla quale si unisce Blake in elicottero. Alla villa, Mortimer arriva poco prima che Olrik riesca ad andarsene, ma non riesce a fermarlo, bloccato dalla sua copia robotica. Intanto alla villa arriva anche la polizia, perciò Kim attiva un esercito di androidi incompiuti per fermare la polizia e così poter raggiungere un molo nelle vicinanze insieme a Olrik e Sharkey. Ma Blake e Mitsu li precedono, tagliando loro la strada. Olrik però minaccia di far saltare in aria la villa precedentemente minata da Sharkey, con Mortimer e Satō all'interno, perciò i due agenti non hanno altra scelta che lasciarli scappare con il loro elicottero. All'interno della villa, Mortimer e Satō si rifugiano all'interno del robot Samurai, che consente loro di sopravvivere all'esplosione innescata da Olrik e di raggiungere Blake e Mitsu all'esterno. Satō infine dà al suo fedele robot un ultimo compito: distruggere l'elicottero comportandosi come un vero kamikaze . Il Samurai raggiunge l'elicottero distruggendolo con i passeggeri a bordo e schiantandosi contro il sottomarino che li attendeva. La valigetta contenente le tre formule del professor Satō viene recuperata dai detriti e i quattro eroi possono finalmente celebrare la loro vittoria.

## Luoghi

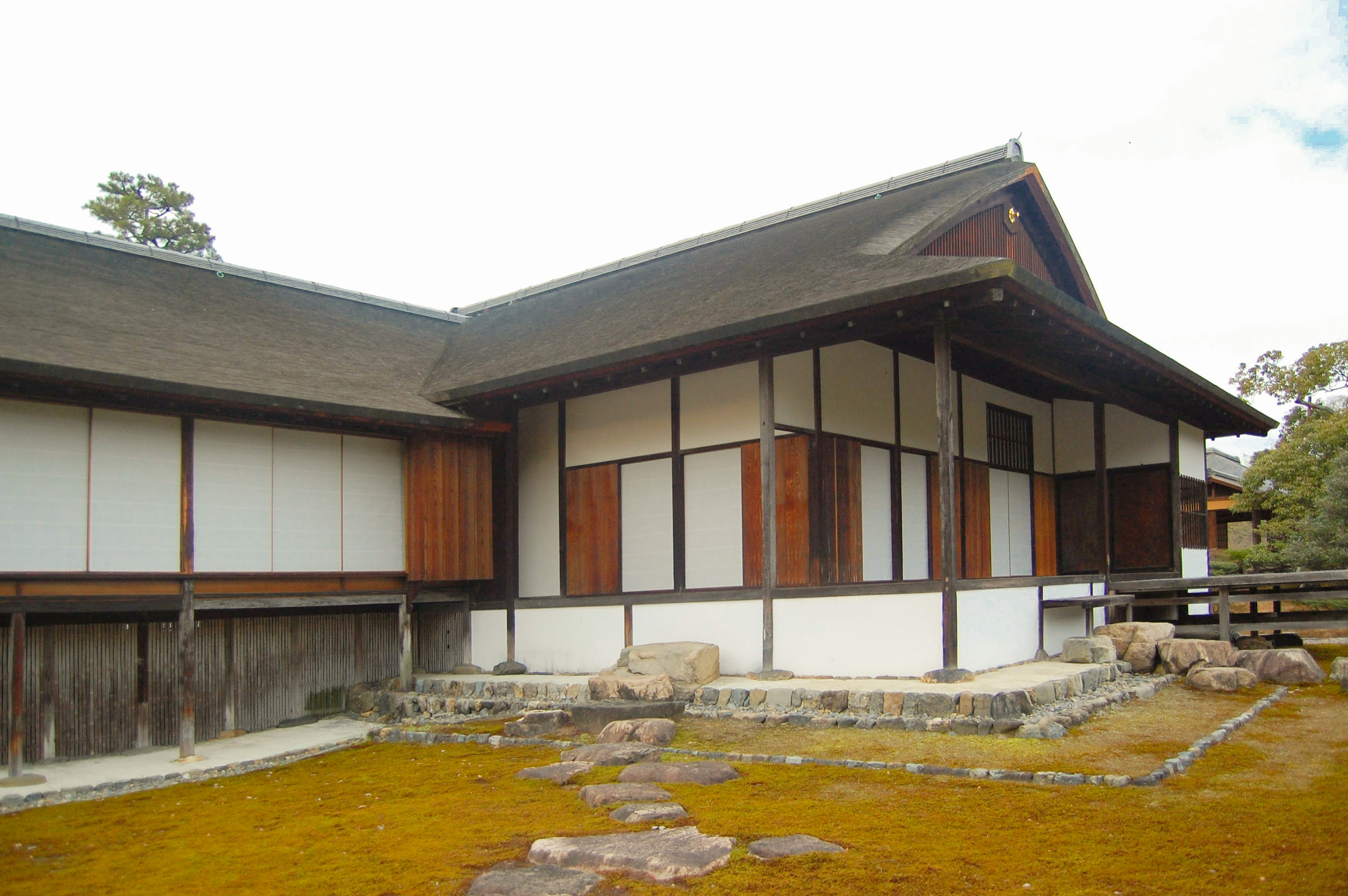
Edificio principale (shoin) della Villa Imperiale di Katsura, da cui è ispirata la villa del professor Sato.

La storia si svolge interamente in Giappone, più precisamente a Tokyo e vicino a Miura, nella baia di Sagami, a sud della capitale.

## Storia editoriale
Negli anni '70, Edgar P. Jacobs scrisse una nuova storia che si svolgeva in Giappone: Le tre formule del professor Satō . Disegnò il primo volume, che venne pubblicato dal 1971 al 1972 su Le Journal de Tintin e poi nel 1977 come album. Ma non completò il secondo volume, non avendo più intenzione di disegnare per diversi motivi: l'avvento di una nuova generazione di autori, la scomparsa degli amici Jacques Van Melkebeke e Hergé, e quella della sua seconda moglie Jeanne. Inoltre, ebbe problemi economici e di salute. Morì solo il 20 febbraio 1987, lasciando incompiuto il suo lavoro.
Due anni dopo la morte di Jacobs, le Editions Blake et Mortimer affidarono a Bob de Moor la produzione del secondo volume, che presentava comunque la sceneggiatura e i disegni a matita lasciati da Jacobs. Il secondo volume venne pubblicato nel 1990 in serie a appendice e in album, 18 anni dopo la pubblicazione della prima parte.

## Analisi
A differenza degli altri album precedentemente scritti da Jacobs, in questo le vignette sono meno descrittive e più concise, le nuvolette più brevi. Venne quindi data priorità al disegno sul testo. Ogni album ha solo 48 tavole invece delle 64 degli album precedenti.